# Knud Vermehren
Knud Frederik Rasmus Vermehren (19 dicembre 1890 – 1º gennaio 1985) è stato un ginnasta danese.

## Palmarès

### Olimpiadi
- 1 medaglia:
  - 1 oro (Anversa 1920 nel concorso libero a squadre)